# Гольдинг, Жермена
Жермена Гольдинг (фр. Germaine Golding, урожд. Ренье, Regnier; 1887 — дата смерти неизвестна) — французская теннисистка. Абсолютная чемпионка мира на крытых кортах 1922 года, чемпионка мира на твёрдых кортах в женском и смешанном парном разряде, четырёхкратная финалистка национального чемпионата Франции и полуфиналистка Олимпийских игр 1924 года в одиночном разряде.

## Спортивные достижения
Карьера Жермены Ренье-Гольдинг охватывает годы перед и после Первой мировой войны. Уже в 1910 году Ренье дошла до финала чемпионата Франции (в это время разыгрывавшегося только среди игроков французских клубов), проиграв там в трёх сетах действующей чемпионке Жанне Матте . В 1913 году она стала финалисткой чемпионата мира на твёрдых (грунтовых) кортах, проходящего в предместье Парижа Сен-Клу, в миксте, а год спустя там же дошла до финала уже в одиночном разряде, проиграв юной Сюзанн Ленглен. 
После войны Ренье-Гольдинг трижды подряд, с 1921 по 1923 год, уступала Ленглен в финале чемпионата Франции. В 1920 году она выиграла чемпионат мира на твёрдых кортах в миксте, где её партнёром был Вильям Лоренц, а на следующий год победила там в женском парном разряде с Ленглен. В 1922 году Гольдинг выиграла чемпионат мира на крытых кортах во всех трёх разрядах. На Олимпийских играх 1924 года в Париже она дошла до полуфинала после побед над Филлис Ковелл и Лили Альварес, но в полуфинале проиграла будущей чемпионке Хелен Уиллз, а в матче за третье место — действующей чемпионке Уимблдонского турнира и олимпийской чемпионке 1920 года Кэтлин Маккейн.

## Финалы чемпионатов мира за карьеру

### Одиночный разряд
| Результат | Год  | Турнир                                                  | Соперница в финале | Счёт в финале |
| --------- | ---- | ------------------------------------------------------- | ------------------ | ------------- |
| Поражение | 1914 | Чемпионат мира на твёрдых кортах, Сен-Клу, Франция      | Сюзанн Ленглен     | 2-6, 1-6      |
| Поражение | 1919 | Чемпионат мира на крытых кортах, Париж, Франция         | Дороти Холман      | 3-6, 4-6      |
| Победа    | 1922 | Чемпионат мира на крытых кортах, Санкт-Мориц, Швейцария | Жанна Воссар       | 6-2, 7-5      |

### Женский парный разряд
| Результат | Год  | Турнир                                                  | Партнёрша      | Соперницы в финале                    | Счёт в финале |
| --------- | ---- | ------------------------------------------------------- | -------------- | ------------------------------------- | ------------- |
| Поражение | 1920 | Чемпионат мира на твёрдых кортах, Сен-Клу, Франция      | Жанна Воссар   | Филлис Саттертуэйт Дороти Холман      | 3-6, 1-6      |
| Победа    | 1921 | Чемпионат мира на твёрдых кортах, Сен-Клу               | Сюзанн Ленглен | Айрин Баудер-Пикок Дороти Холман      | 6-2, 6-2      |
| Победа    | 1922 | Чемпионат мира на крытых кортах, Санкт-Мориц, Швейцария | Жанна Воссар   |                                       | без игры      |
| Поражение | 1923 | Чемпионат мира на крытых кортах, Барселона, Испания     | Жанна Воссар   | Кэтлин Маккейн Джеральдин Рэмси Бимиш | 1-6, 1-6      |
| Поражение | 1923 | Чемпионат мира на твёрдых кортах, Брюссель, Бельгия (2) | Сюзанн Ленглен | Кэтлин Маккейн Джеральдин Рэмси Бимиш | 2-6, 5-7      |

### Смешанный парный разряд
| Результат | Год  | Турнир                                                  | Партнёр         | Соперники в финале                 | Счёт в финале |
| --------- | ---- | ------------------------------------------------------- | --------------- | ---------------------------------- | ------------- |
| Поражение | 1913 | Чемпионат мира на твёрдых кортах, Сен-Клу, Франция      | Энтони Уайлдинг | Элизабет Райан Макс Декюжи         | без игры      |
| Поражение | 1919 | Чемпионат мира на крытых кортах, Париж, Франция         | Вильям Лоренц   | Джеральдин Рэмси Бимиш Макс Декюжи | 3-6, 3-6      |
| Победа    | 1920 | Чемпионат мира на твёрдых кортах, Сен-Клу               | Вильям Лоренц   | Сюзанн Амблар Макс Декюжи          | без игры      |
| Поражение | 1921 | Чемпионат мира на твёрдых кортах, Сен-Клу (2)           | Вильям Лоренц   | Сюзанн Ленглен Макс Декюжи         | 3-6, 2-6      |
| Победа    | 1922 | Чемпионат мира на крытых кортах, Санкт-Мориц, Швейцария | Жан Боротра     | Жанна Воссар Макс Декюжи           | 3-6, 4-6      |